# Eduardo González (Soziologe)
Eduardo González Cueva (* vor 1980 in Trujillo) ist ein peruanischer Soziologe. Er ist weltweit anerkannter Experte für Übergangsjustiz (Transitional Justice) und seit 2024 UN-Sachverständiger zu Mali.

## Herkunft und Ausbildung
Eduardo González Cueva stammt aus der nordperuanischen Provinzhauptstadt Trujillo. Er studierte zunächst an der Pontificia Universidad Católica del Perú in Lima. Von 1995 bis 1998 absolvierte er einen Master-Studiengang in Soziologie an der New School in New York City.

## Karriere
Von 1998 bis 2002 arbeitete Eduardo González als Koordinator für den Globalen Süden für die Coalition for the International Criminal Court, einen internationalen Verbund von über 2.500 Nichtregierungsorganisationen, die sich für eine Stärkung des Internationalen Strafgerichtshofs einsetzen.
Von 2002 bis 2003 war er für die peruanische Kommission für Wahrheit und Versöhnung tätig, die 2001 zur Aufarbeitung der Verbrechen im Krieg zwischen den Guerillaorganisationen auf der einen Seite und den Staatsorganen auf der anderen Seite während der Zeit des bewaffneten Konflikts in Peru von 1980 bis 2000 eingerichtet worden war.
Von 2003 bis 2015 arbeitete er für das International Center for Transitional Justice (ICTJ), zuletzt als Direktor des Truth and Memory Program.
Er unterstützte Wahrheitsfindungs-, Erinnerungs- und Wiedergutmachungsprozesse in vielen weiteren Regionen der Welt, darunter in Kanada, Kolumbien, Tunesien, Sri Lanka und Finnland, und lieferte wichtige Beiträge zur Praxis der Versöhnung für das Ständige Forum der Vereinten Nationen für indigene Angelegenheiten und den Expertenmechanismus für die Rechte indigener Völker.
Von 2010 bis 2011 war er Adjunct Professor am Graduate Center for Workers Education des Brooklyn College, von 2012 bis 2016 betreute er in gleicher Funktion das Graduate Program in International Affairs an der New School in New York.
Vor 2018 bis 2022 arbeitete er als Berater der Commission on Truth Justice and Reconciliation, die die Deutsche Gesellschaft für Internationale Zusammenarbeit (GIZ) in Mali etabliert hatte. Seit dem 1. Mai 2024 ist Eduardo González als Nachfolger des Senegalesen Alioune Tine als Unabhängiger Experte zur Menschenrechtssituation in Mali für den UN-Menschenrechtsrat tätig.
Seit 2018 ist er Berater im Andes Office der Ford Foundation in Bogotá, seit 2021 Direktor von Truth Telling – Think Peace Learning & Support Hub und seit September 2022 technischer Sonderberater von Nadia Murads·Global Survivors Fund.

## Publikationen (Auswahl)
- Eduardo González and Howard Varney. ictj, 2013 (englisch).
- Eduardo González-Cueva: Conscription and Violence in Peru. In: Latin American Perspectives, Issue 112, Vol. 27 No. 3, 88-102. Mai 2000 (englisch, fes.de [PDF]).
- Eduardo González-Cueva: Beyond Truth versus Justice. Cambridge University Press, 2006, Transitional Justice in the Twenty-First Century, doi:10.1017/CBO9780511617911.005 (englisch).